# Polště
Polště – wieś i gmina w Czechach, w powiecie Jindřichův Hradec, w kraju południowoczeskim. Według danych z dnia 1 stycznia 2013 liczyła 117 mieszkańców.